# Ecuație cu derivate parțiale parabolică
În analiza matematică o ecuație cu derivate parțiale parabolică este un tip de ecuație cu derivate parțiale (EDP). Aceste ecuații parabolice sunt folosite pentru a descrie o mare varietate de fenomene dependente de timp, de exemplu în ingineria fizică, mecanica cuantică și matematica financiară. Exemplele cuprind ecuația propagării căldurii, ecuația lui Schrödinger dependentă de timp și ecuația Black–Scholes⁠(d).

## Definiție
Pentru a defini cel mai simplu tip de EDP parabolică, fie o funcție reală {\displaystyle u(x,y)} de două variabile reale independente, {\displaystyle x} și {\displaystyle y}. O EDP de ordinul al doilea, liniară, cu coeficienți constanți pentru {\displaystyle u} are forma
{\displaystyle Au_{xx}+2Bu_{xy}+Cu_{yy}+Du_{x}+Eu_{y}+F=0}
unde indicii arată derivatele parțiale de ordinul întâi și al doilea în raport cu {\displaystyle x} și {\displaystyle y}. O EDP este clasificată drept parabolică dacă coeficienții părții principale (adică termenii care conțin derivatele de ordinul al doilea ale lui {\displaystyle u}) îndeplinesc condiția
{\displaystyle B^{2}-AC=0}
De obicei {\displaystyle x} reprezintă poziția unidimensională, {\displaystyle y} reprezintă timpul, iar EDP este rezolvată pentru o anumită condiție inițială și a condiției la limită prescrise. Ecuațiile cu {\displaystyle B^{2}-AC<0} sunt denumite eliptice, în timp ce cele cu {\displaystyle B^{2}-AC>0} sunt hiperbolice. Denumirea „parabolică” este folosită deoarece relația dintre coeficienți este aceeași cu condiția pentru ecuația geometriei analitice {\displaystyle Ax^{2}+2Bxy+Cy^{2}+Dx+Ey+F=0} care definește o parabolă.
Exemplul de bază a unei EDP parabolice este ecuația propagării căldurii unidimensională.
{\displaystyle u_{t}=\alpha \,u_{xx},}
unde {\displaystyle u(x,t)} este temperatura în poziția {\displaystyle x} de-a lungul unei bare subțiri la momentul {\displaystyle t,} iar {\displaystyle \alpha } este o constantă pozitivă, difuzivitatea termică.
Ecuația căldurii spune, aproximativ, că temperatura într-un punct și la un moment dat crește sau scade cu o viteză proporțională cu diferența dintre temperatura din acel punct și temperatura medie din apropierea acelui punct. Mărimea {\displaystyle u_{xx}} măsoară cât de departe este temperatura de a satisface proprietatea valorii medii a funcțiilor armonice.
Conceptul de EDP parabolică poate fi generalizat în mai multe moduri. De exemplu, fluxul de căldură printr-un corp material este guvernat de ecuația tridimensională a căldurii
{\displaystyle u_{t}=\alpha \,\Delta u,}
unde
{\displaystyle \Delta u:={\frac {\partial ^{2}u}{\partial x^{2}}}+{\frac {\partial ^{2}u}{\partial y^{2}}}+{\frac {\partial ^{2}u}{\partial z^{2}}},}
este laplacianul acționând asupra lui {\displaystyle u}. Această ecuație este prototipul unei EDP parabolică multidimensională.
De reținut că {\displaystyle -\Delta } este un operator eliptic⁠(d) care sugerează o definiție mai largă a unei EDP parabolice:
{\displaystyle u_{t}=-Lu,}
unde {\displaystyle L} este operatorul eliptic de ordinul al doilea (care implică faptul că {\displaystyle L} trebuie să fie pozitiv; un caz în care {\displaystyle u_{t}=+Lu} este prezentat mai jos).
Un sistem de ecuații cu derivate parțiale pentru un vector {\displaystyle u} poate fi, de asemenea, parabolic. De exemplu, un astfel de sistem este ascuns într-o ecuație de forma
{\displaystyle \nabla \cdot (a(x)\nabla u(x))+b(x)^{\text{T}}\nabla u(x)+cu(x)=f(x)}
dacă funcția matricială {\displaystyle a(x)} are un nucleu⁠(d) de dimensiunea 1.

## Rezolvare
În sens larg, o problemă inițială/condiție la limită pentru o EDP parabolică liniară are întotdeauna o soluție. Soluția {\displaystyle u(x,t)}, în funcție de {\displaystyle x} pentru un anume {\displaystyle t>0}, este în general mai netedă decât datele inițiale {\displaystyle u(x,0)=u_{0}(x)}.
Pentru o EDP parabolică neliniară, o soluție a unei probleme inițiale/condiții la limită ar putea ajunge la o singularitate într-o perioadă finită de timp. Poate fi dificil de determinat dacă există întotdeauna o soluție sau de înțeles singularitățile care apar. Astfel de întrebări interesante apar în soluția conjecturii Poincaré via transformarea Ricci⁠(d).

## Ecuație parabolică inversă
Ocazional se întâlnește așa-numita EDP parabolică inversă, care are forma {\displaystyle u_{t}=Lu} (de observat absența semnului minus).
O problemă cu valoarea inițială pentru ecuația căldurii inversă,
{\displaystyle {\begin{cases}u_{t}=-\Delta u&{\textrm {pe}}\ \ \Omega \times (0,T),\\u=0&{\textrm {pe}}\ \ \partial \Omega \times (0,T),\\u=f&{\textrm {pe}}\ \ \Omega \times \left\{0\right\}.\end{cases}}}
este echivalentă cu o problemă cu valoarea finală pentru ecuația obișnuită a căldurii,
{\displaystyle {\begin{cases}u_{t}=\Delta u&{\textrm {pe}}\ \ \Omega \times (0,T),\\u=0&{\textrm {pe}}\ \ \partial \Omega \times (0,T),\\u=f&{\textrm {pe}}\ \ \Omega \times \left\{T\right\}.\end{cases}}}
Similar cu o problemă cu valoarea finală pentru o EDP parabolică, o problemă cu valoarea inițială pentru o EDP parabolică inversă de obicei nu este bine pusă⁠(d) (soluțiile cresc adesea nelimitat în timp finit, sau chiar nu există). Totuși, aceste probleme sunt importante pentru studiul reflectării singularităților soluțiilor la diferite alte EDP.